# Peluquín el Payaso Cantarín
Dicson Stik Franco Ruiz (Daule, Ecuador, 12 de abril de 1966) más conocido por su nombre artístico de Peluquín el Payaso Cantarín, es un cantante y payaso ecuatoriano.

## Biografía
Inició su carrera artística en los circos, a la edad de 11 años, donde comenzó como cantante de rancheras, por lo que se ganó el apelativo de El Charro de la voz de oro.ñ
Fue parte del circo Colosal y de los Hermanos Gasca, con este último se presentó en Ecuador, Venezuela y Perú.
En el circo conoció al payaso Piporro, quien fue inspiración para crear su propio personaje. Fue así como creó e interpretó a Peluquín, el payaso cantarín, con el que fusionó el canto con el espectáculo cómico en sus presentaciones.
El primer álbum musical como el payaso Peluquín, fue Al ritmo de Peluquín, y su segundo álbum se tituló Peluquín impone su ritmo en el 2000.

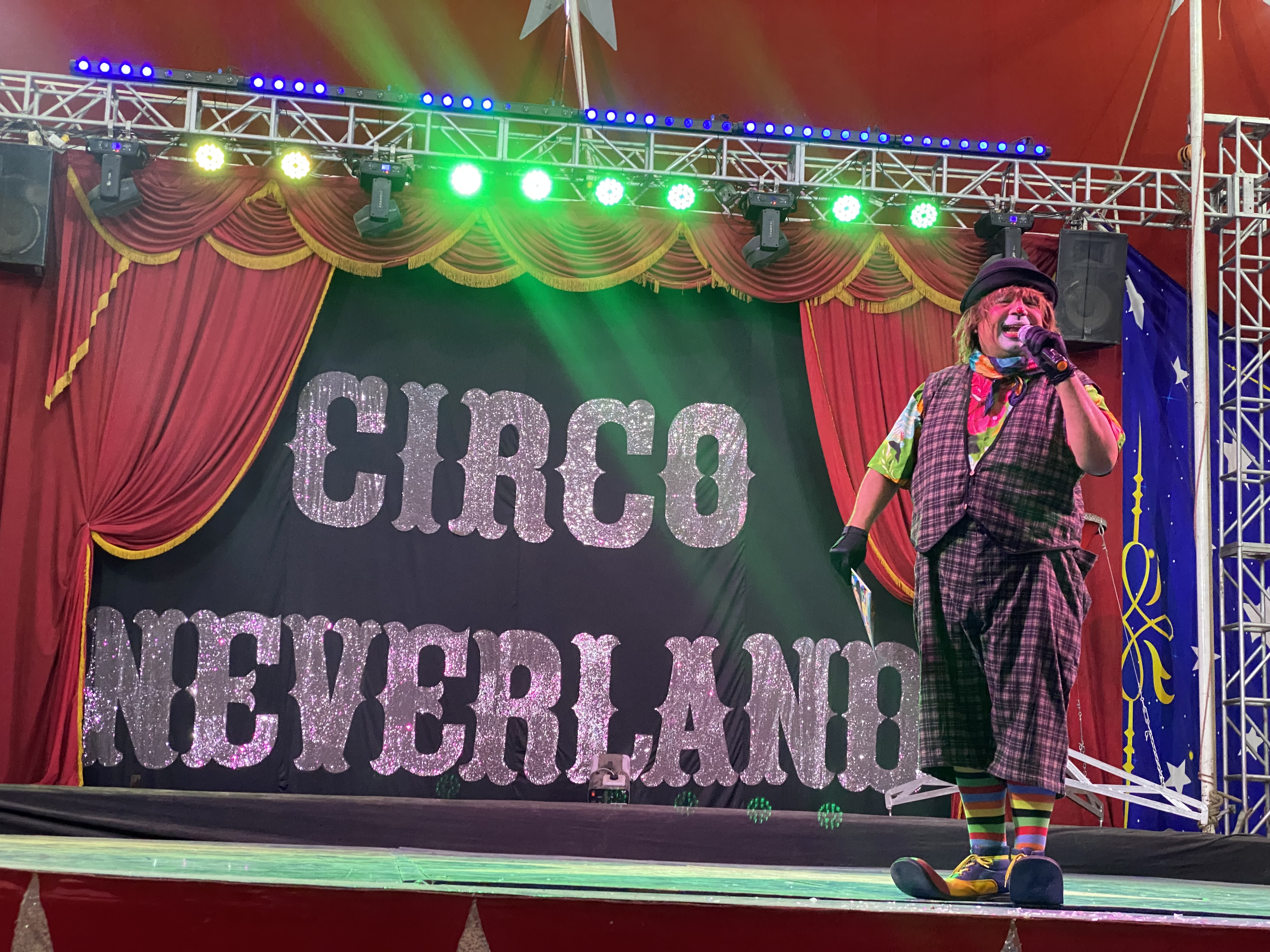
Peluquín cantando en el Circo Neverland.

Con su personaje de payaso cantarín, fue animador de programas de televisión infantil, como Chispitas, El show del abuelo Papo y Nubeluz, además del programa concurso La feria de la alegría.
En 2002 tuvo presentaciones en España y en Perú, donde fue parte de un evento benéfico Un cuaderno por una sonrisa, realizado por el alcalde de Lima, Alberto Andrade.
En 2003 lanzó su tercer álbum discográfico llamado Peluquín con mucho ritmo, con los temas musicales Cumpleaños feliz, El telefonito, Aeróbicos bailables, La ronda de las vocales, Gracias y Dedicado a Dios.
En noviembre de 2003, presentó un show infantil junto a Tiko Tiko, donde dieron a conocer sus trabajos discográficos, en el Coliseo Abel Jiménez Parra.

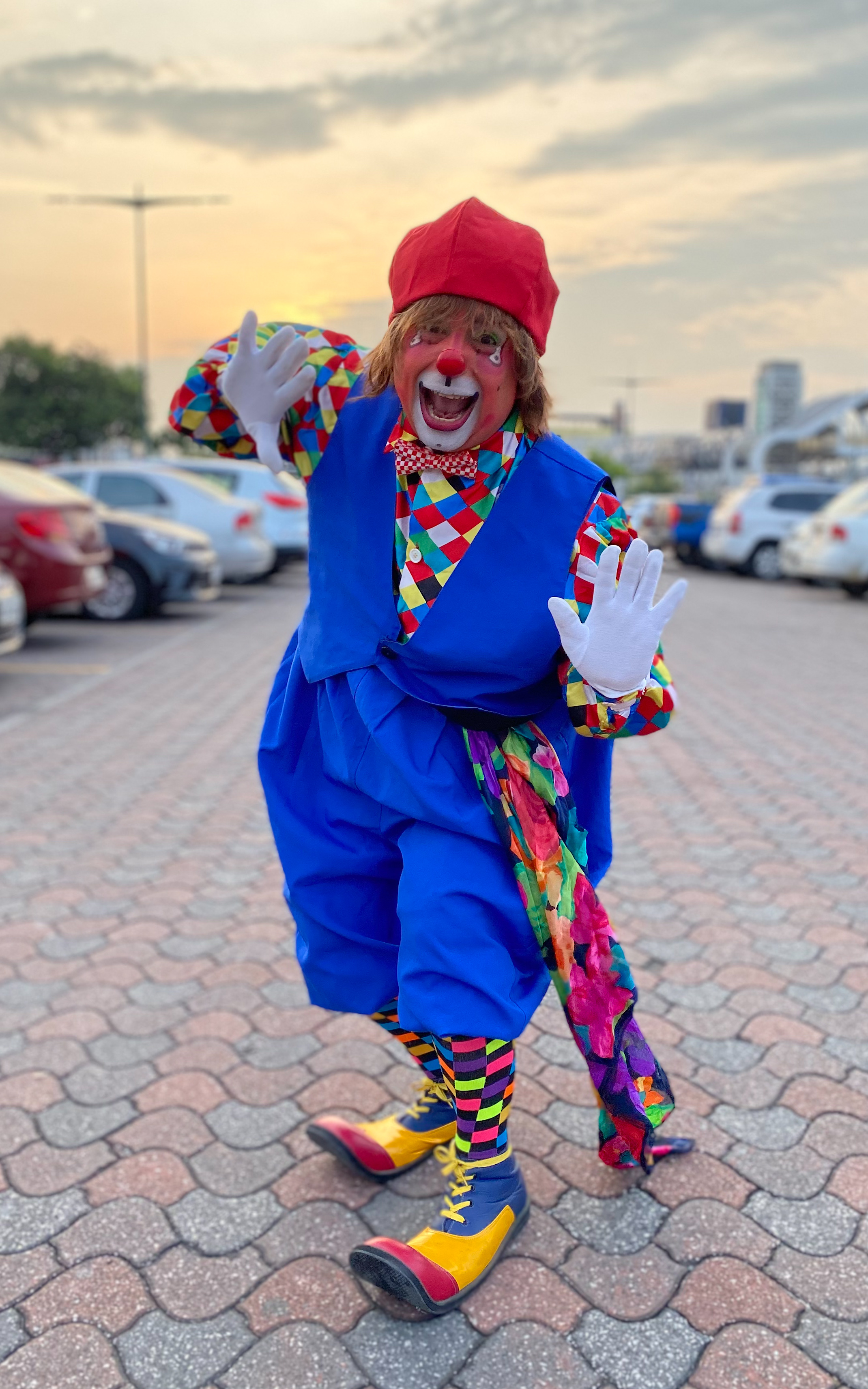
Peluquín el Payaso Cantarín en 2024

En 2003 compuso la canción Himno de los payasos para la Asociación de Payasos del Guayas, ya que tuvo la idea al ver que otras instituciones tienen un himno propio.
Años más tarde, el tema se internacionalizó, al ser popularizada por el payaso peruano Pelusín, en Guatemala, país donde reside, por medio de la asociación de payasos de dicho país, quienes contactaron con Peluquín para que autorice a esa nación el uso de su himno.
En 2012, dicha organización realizó un congreso de payasos en Guatemala, en el que participaron representantes de países latinos, y en cuyo evento sonó el Himno de los payasos. Peluquín fue contactado por payasos de México, Honduras, El Salvador, República Dominicana, Puerto Rico, Costa Rica, Perú, Bolivia y Chile, quienes reconocen la composición como el himno del gremio de los payasos en América Latina.
En 2015, el Municipio de Daule le otorgó a Dicson Franco, quien interpreta al payaso Peluquín, la distinción a su trayectoria, en un acto solemne por los 195 años de instalación del primer cabildo patriótico.

## Filmografía
- Chispitas
- El show del abuelo Papo
- Nubeluz
- La feria de la alegría

## Discografía
- Al ritmo de Peluquín
- Peluquín impone su ritmo en el 2000
- Peluquín con mucho ritmo
  - Cumpleaños feliz
  - El telefonito
  - Aeróbicos bailables
  - La ronda de las vocales
  - Gracias
  - Dedicado a Dios
- Himnno de los payasos